# Nocaracris tardus
Nocaracris tardus (лат.) — вид саранчовых насекомых рода Nocaracris из семейства Памфагиды (отряд Прямокрылые).

## Распространение
Турция.

## Описание
Тело сжато сбоков, коренастое (длина самцов около 2 см; самки крупные, до 4,7 см; длина пронотума самок до 9 мм, длина их заднего бедра от 12 до 15 мм), лоб морщинистый. Основная окраска буровато-землистая с примесью серого, черного и зеленого цветов. Крылья и орган Краусса отсутствуют, пронотум не разделён поперечным швом, есть шипики или зубчики вдоль внутреннего вентрального края задних бёдер. Вид был впервые описан в 2016 году турецким энтомологом Мустафой Уналом (Mustafa Ünal, Abant İzzet Baysal Üniversitesi, Fen-Edebiyat Fakültesi, Болу, Турция) совместно с Александром Бугровым (A. G. Bugrov, Новосибирск) и Ильясом Джетыбаевым (I. E. Jetybayev).